# Grand Prix Formule 1 van Argentinië 1953
De Grand Prix Formule 1 van Argentinië 1953 werd gehouden op 18 januari op het Autódromo 17 de Octubre in Buenos Aires. Het was de eerste race van het seizoen.

## Uitslag
| Pos. | Nr. | Coureur                          | Constructeur          | Rondes | Tijd / Oorzaak uitval | Grid | Punten |
| ---- | --- | -------------------------------- | --------------------- | ------ | --------------------- | ---- | ------ |
| 1    | 10  | Alberto Ascari                   | Ferrari               | 97     | 3:01:04.6             | 1    | 9S     |
| 2    | 14  | Luigi Villoresi                  | Ferrari               | 96     | +1 Ronde              | 3    | 6      |
| 3    | 4   | José Froilán González            | Maserati              | 96     | +1 Ronde              | 5    | 4      |
| 4    | 16  | Mike Hawthorn                    | Ferrari               | 96     | +1 Ronde              | 6    | 3      |
| 5    | 8   | Oscar Galvez                     | Maserati              | 96     | +1 Ronde              | 9    | 2      |
| 6    | 30  | Jean Behra                       | Gordini               | 94     | +3 Rondes             | 11   |        |
| 7    | 28  | Maurice Trintignant Harry Schell | Gordini               | 91     | +6 Rondes             | 7    |        |
| 8    | 22  | John Barber                      | Cooper-Bristol        | 90     | +7 Rondes             | 16   |        |
| 9    | 20  | Alan Brown                       | Cooper-Bristol        | 87     | +10 Rondes            | 12   |        |
| NF   | 26  | Robert Manzon                    | Gordini               | 67     | Wiel                  | 8    |        |
| NF   | 2   | Juan Manuel Fangio               | Maserati              | 36     | Transmissie           | 2    |        |
| NF   | 6   | Felice Bonetto                   | Maserati              | 32     | Transmissie           | 15   |        |
| NF   | 12  | Nino Farina                      | Ferrari               | 31     | Ongeluk               | 4    |        |
| NF   | 32  | Carlos Menditeguy                | Gordini               | 24     | Versnellingsbak       | 10   |        |
| NF   | 34  | Pablo Birger                     | Simca-Gordini-Gordini | 21     | Differentieel         | 14   |        |
| NF   | 24  | Adolfo Schwelm-Cruz              | Cooper-Bristol        | 20     | Wiel                  | 13   |        |

## Statistieken
| Pole-position | Alberto Ascari | Ferrari | 1:55.4 |
| Snelste ronde | Alberto Ascari | Ferrari | 1:48.4 |

## Noot
- Dit was het debuut voor de Britse coureur John Barber en de Argentijnse coureurs Oscar Alfredo Gálvez, Carlos Menditeguy, Adolfo Schwelm Cruz en Pablo Birger.
- Alberto Ascari was voor de zesde opeenvolgende Grand Prix de leider van het Formule 1 Wereldkampioenschap. Hij vestigde daarmee een nieuw record en verbrak het oude record van Giuseppe Farina (kampioenschapsleider tussen de Grote Prijs van Groot-Brittannië van 1950 en de Grote Prijs van België van 1950).

1953 · 1954 · 1955 · 1956 · 1957 · 1958 · 1960 · 1971 · 1972 · 1973 · 1974 · 1975 · 1977 · 1978 · 1979 · 1980 · 1981 · 1995 · 1996 · 1997 · 1998